# Православний тероризм
Православний тероризм — форма релігійного християнського тероризму, свідоме застосування православними насилля для захисту т. з. почуттів віруючих, «російського світу» та поширення цих ідей за допомогою пропаганди у ЗМІ, навчальних закладах і церквах. Зазвичай використовується релігійними фанатиками й російськими священнослужителями на території поширення православ'я.

## Історія
Один з найперших прикладів виправдання релігійного православного тероризму дає сибірський священник, депутат Державної думи Російської імперії II скликання, Брілліантов Олександр Іванович. У дореволюційній пресі наводилася його відповідь журналісту, який поцікавився у священика, чи є в Євангеліє виправдання революційного терору. «Чому б і ні», — сказав Брілліантов.

### Справа Рино-Скачевського
Перші ознаки православного тероризму у новітній історії були відзначені у справі Рино-Скачевського. За словами Артура Рино, він вбив 37 людей, з них 20 разом зі своїм приятелем Павлом Скачевським. Злочини проходили з серпня 2006 року по 2008 рік. Загалом у злочинному угрупованні знаходилось близько 8 людей. 8 квітня 2010 року суд визнав лідерів терористичної спілки винними і призначив 10 років позбавлення волі. За даними розслідування злочинці називали себе «російськими солдатами, які відчищали столицю (ред. — Москву) від окупантів». Мати Артура Рино була релігійною фанаткою, працювала у відділі культури Єкатеринбурзької єпархії Російської православної церкви. На останньому слові на суді Артур вигукнув: «Вбивав за віру, царя, і вітчизну! Всі проблеми країну заполонили, тому що царську сім'ю розстріляли більшовики. Тепер ось понаїхали…». На думку фахівців, у цих словах немає нічого дивного, враховуючи те середовище, у якій ріс майбутній іконописець і терорист.

### «Православ'я або смерть!»

Варіація гасла на прапорі сербських четників.

«Православ'я або смерть!»  — лозунг деяких релігійних організацій у Росії, Греції та Сербії. У 1970-х роках дане гасло виникло у афонському монастирі Есфігмен. За словами теолога Романа Лункіна, у Росії цей лозунг з'явився в 1990-х роках у середовищі православних консерваторів і богеми (Костянтин Кінчев, Іван Охлобистін), прихильників монархічних рухів і деяких священнослужителів (ігумен Сергій (Рибко)). У 1997—1999 роки виходив малотиражний публіцистичний альманах «Православ'я або смерть!».
Гасло «Православ'я або смерть» популярне серед представників деяких православних екстремістських організацій (наприклад, Союзу православних хоругвоносців).

### Конфлікт навколо фільму «Матильда»
«Перший православний теракт», як його назвали ЗМІ, пов'язаний з фільмом «Матильда». Художня стрічка відображає правдиве життя російського царя Миколи II. Російські радикальні організації заявили, що фільм «порушує їх почуття віруючих». Після цього режисер фільму та кінотеатри, які планували показувати фільм, отримали листівки з погрозами. Терористи погрожували, що «кінотеатри будуть горіти, можливо, постраждають люди». У результаті відбулися три злочини пов'язані з фільмом: підпал двох автомобілів, власник яких був адвокатом режисера Олексія Учителя (також підкинули записки з текстом "За Матильду горіти), спроба підпалу коктелями Молотова офісу кінокомпанії «Лендок», де знаходиться офіс режисера та пожежа в кінотеатрі «Космос» міста Єкатеринбурга, яка була спричинена загорянням вантажного автомобіля, який був наповнений газовими балонами.
Керівництво та агітацію до цих дій приписують Наталії Поклонській, депутату Державної Думи, яка неоднократно намагалася заборонити показ фільму «Матильда» у кінотеатрах. Також вона організувала мітинг проти цього фільму, на яких зібралося декілька сотень людей.

### Російська православна армія

Прапор Російської православної армії

Важливим фактором російської збройної агресії проти України є використання релігійно-національно-шовіністичного впливу на народ Росії. Це стало причиною виникнення Російської православної армії — незаконного збройного формування, яке використовує та виправдовує вбивство українців через релігійні погляди. Члени терористичного угрупування виражають нетерпимість до неправославного населення та мають за мету розширення російського світу.

## Ідейна база
В основі феномена лежить, хоч і дещо відмінний за характером від ісламістського (релігійний у ісламістів, релігійно-націонал-шовіністичний у росіян), але спільний за мобілізуючим впливом базис.
Російська інтервенція в Україну, принаймні напочатку, не мала чітко вираженої релігійної основи, однак ідею російського світу дуже швидко доповнило «мілітаризоване православ'я» від Російської православної церкви (РПЦ).
Одна з центральних ідей путінізму — захист православ'я.

### Поширення
Для поширення даних ідей, зацікавлені особи використовують ЗМІ. Деякі сюжети російської пропаганди більше нагадують войовничо-месіанські промови ісламістів, адаптовані для російського православ'я.
Зміст і сам факт ухвалення (яке очолив сам патріарх Московський Кирило) ще в листопаді 2015 року на засіданні XVIII Всесвітнього російського народного собору так званої «Декларації російської ідентичності», яка визначає, як правильно бути «російською людиною», підбурює населення до екстремістських дій.
Вона дуже нагадує ухвалені в ісламі трактати, що видаються авторитетними релігійними діячами для пояснення суспільству того чи іншого спірного питання соціального, політичного чи економічного характеру в релігійних термінах, а також використовуються для виправдання збройної боротьби.

## Православні терористичні організації
- Союз православних хоругвоносців[6]
- Російська православна армія[9][3]
- Християнська держава — Свята Русь (ХДСР)[8]